# 빌다우역
빌다우역(Bahnhof Wildau)은 브란덴부르크주 다메슈프레발트군 빌다우에 있는 베를린 S반의 철도역이다.

## 역사
1899년에 베를린-괴를리츠선상의 역으로 개통했다. 동독의 5개년 계획에서 빌다우 기계제작소(Schwermaschinenbau Wildau)가 주요 거점으로 지정되었고 약 7000명의 직원을 고용할 예정이었다. 통근 대책으로 S반 편입이 고려되었고, 이를 위해서 장거리선과 S반선을 분리했다. 1951년 4월 30일부터 근교선과 장거리선이 분리되면서 베를린 S반에 편입되었다. 1970년에 시작한 그뤼나우-쾨니히스 부스터하우젠 구간의 괴를리츠선 선로 개량 공사에서, 빌다우 기계제작소 부지 일부가 열차선 복선 선로 건설에 사용되었고, 그 결과 S반선은 단선 승강장으로만 건설되어야 했다.
2013년 9월에 승강장과 보행자 터널 개수공사가 완공되었고, 엘리베이터 설치 및 교행 선로 설치가 진행되었다. 2008년에는 열차 통행량으로 인해서 차단 시간이 길었던 베르크슈트라세(Bergstraße) 철도 건널목이 지하 터널로 대체되었다. 프라이하이트슈트라세(Freiheitstraße) 철도 건널목은 여전히 존치되어 있다. 2022년 10월 14일부터 S8 노선이 출퇴근시간대에 빌다우역까지 연장 운행이 시작되었다.

## 인접 철도역
| 베를린 S반               | 베를린 S반 | 베를린 S반                 |
| ------------------------ | ---------- | -------------------------- |
| 초이텐 베스트엔트 방면   | S46        | 쾨니히스 부스터하우젠 방면 |
| 초이텐 비르켄베르더 방면 | S8         | 시·종착역                  |